# Espeon
Espeon (japanski: エーフィ Ēfi) jedan je od 1025 fiktivnih vrsta Pokémona iz medijske franšize Pokémon, skupa Pokémon videoigara, animiranih serija, manga stripova, knjiga, igraćih karata i drugih medija kojima je tvorac Satoshi Tajiri. Svrha je Espeona u videoigrama, animiranoj seriji i manga stripovima, kao i svrha ostalih Pokémona, borba s divljim Pokémonima – neukroćenim stvorenjima koje igrači i likovi pronalaze dok kreću na razne avanture – i pripitomljenim Pokémonima drugih Pokémon trenera. 
Espeonovo ime dolazi od riječi "ESP", kratice za "extra-sensory perception" koja označava granu psihičkih sposobnosti; nadareni pojedinac koji ima tu sposobnost posjeduje natprirodna osjetila. Sufiks –eon zajednički je za sve evolucije Eeveeja.

## Biološke karakteristike
Espeon je četveronožni sisavac kojeg krase karakteristike mačaka. Njegov je izgled utemeljen na mitološkom biću nekomate. Nekomata je misteriozna mačka s dva repa koja posjeduje čarobne moći. Espeon je prekriven s kratkim, jako glatkim i osjetljivim krznom boje lavande, s velikim čupercima krzna na obrazima koji jako podsjećaju na brkove, dajući njegovoj glavi oblik cvijeta ili leptira. Njegov dugačak, tanak rep račva se na dva dijela pri vrhu (značajka nekomate). Ima dva dugačka uha, čija je unutrašnjost tamnoplave boje. Na sredini njegova čela, između velikih ljubičastih očiju i iznad malene njuške leži crveni dragulj.
Espeon koristi svoja osjetljiva živčana vlakna i nježnu dlaku da bi pročitao strujanje zraka, koje mu dopuštaju da predvidi protivnikov sljedeći potez ili kako bi predvidio promjene u vremenu. Njegov račvasti rep posebno je osjetljiv te često drhti i treperi kada Espeon čita zračne struje.
Espeon je izrazito odan svakom treneru kojeg smatra vrijednim te se vjeruje da se razvio iz Eeveeja da bi zaštitio svog trenera svojim psihičkim moćima.

## U videoigrama
Espeon je Pokémon druge generacije te je prvi put predstavljen s puštanjem igara Pokémon Gold, Silver i Crystal u prodaju. Espeona se ne može naći u divljini u većini Pokémon igara u kojima se nalazi. Mora ga se razviti iz Eeveeja stjecanjem iskustva tijekom dana nakon što mu je Sreća dovedena do maksimuma, ili koristeći Sunčevu krhotinu (koja je drukčija od Sunčanog Kamena) u Pokémon XD: Gale of Darkness. Zbog toga, Espeonova dostupnost izravno ovisi o dostupnosti Eeveeja. Jedina je iznimka od ovog pravila Pokémon Colosseum, gdje igrač igru započinje s Espeonom i Umbreonom.
Iz razloga što Pokémon FireRed i LeafGreen ne posjeduju sistem koji prati vrijeme, Eevee se ne može razviti u Espeona ili Umbreona u ovim igrama. Mora ga se razmijeniti na igru koja posjeduje taj sistem i dozvoljava razmjenu između tih igara. Jedini su primjeri tih igara zasada Pokémon Emerald, Ruby i Sapphire.
Espeonov visok Speed i Special Attack čine ga veoma učinkovitim u onesvješćivanju protivnika jednim potezom. Ova ga vrlina čini veoma popularnim među trenerima koji traže Pokémona Psihičkog tipa, i alternativu Alakazama i Gardevoira. Za razliku od ovo dvoje, Espeonov set tehnika lišen je raznolikosti; no s druge strane, Espeon posjeduje mnogo bolje kombinacijske sposobnosti iz razloga što može naučiti Štafetu (Baton Pass) ako ga se pusti dovoljno dugo kao Eeveeja kako bi naučio ovaj napad, i Jutarnje sunce (Morning Sun) koji povraća HP. Još jedna značajna prednost jest ta što može naučiti Ugriz (Bite) ako ga se ostavi kao Eeveeja do 30. razine, koji mu pomaže u borbi protiv drugih Psihičkih Pokémona.

## U animiranim serijama
U epizodi 185, obitelj od petoro sestara iz grada Ecruteaka (kao i Braća Eevee iz epizode 40) trenerice su različitih evolucija Eeveeja, uključujući Vaporeona, Jolteona, Flareona i Umbreona. Najmlađa sestra, Sakura, ima još nerazvijenog Eeveeja. Ovi Pokémoni pobjeđuju Tim Raketa kada ih oni napadnu radi očitog razloga: da bi ih ukrali. Sestre se ponovo pojavljuju u epizodi 228, a Sakurin je Eevee otada evoluirao u Espeona te Tim Raketa ponovo pokuša ukrasti njihove Pokémone. Uspiju ukrasti sve Pokémone osim Sakurina Espeona, koji kasnije pobijedi Tim Raketa uz pomoć Asha i društva da bi spasio Pokémone koji pripadaju sestrama njegove trenerice. 
Sakura i njen Espeon kasnije se ponovo pojavljuju u devetoj epizodi Pokémon Kronika, u kojoj pomažu Misty da nabavi još Vodopad bedževa kako bi se i Sakura mogla boriti za jednog. Ona i Misty kasnije se bore i Sakurin Espeon pobijedi Corsolu, što dovodi do njene pobjede i Vodopad bedža. 
U petom Pokémon filmu, Pokémon Heroes, dva lopova, Annie i Oakley, koriste svog Espeona i Ariadosa da bi im pomogli da uhvate Latiosa i Latiasa.
Ash se borio protiv Espeona koji pripada šestom Battle Frontier mozgu: Anabel.